# Менеджер года женской НБА
Менеджер года женской НБА (англ. WNBA Basketball Executive of the Year) — ежегодная награда, вручаемая лучшему менеджеру женской национальной баскетбольной ассоциации (ЖНБА), которая была учреждена в сезоне 2017 года. Победитель выбирается в конце регулярного сезона комиссией, состоящей из одного руководителя от каждой из команд ВНБА, каждая из которых голосует за первое, второе и третье место. Члены комиссии не имеют права голосовать за себя. Каждый голос за первое место приносит пять очков, каждый голос за второе место приносит три очка, и каждый голос за третье место приносит одно очко. Менеджер с наибольшим общим количеством очков, независимо от количества голосов за первое место, признавался обладателем награды.
Дэн Падовер и Шерил Рив признавались победителями в этой номинации по два раза. Чаще других обладателями этого трофея становились администраторы команд «Миннесота Линкс» и «Лас-Вегас Эйсес» (по 2 раза).

## Легенда к списку
| *                       | Избраны в Зал славы баскетбола                         |
| Менеджер (X)            | Количество побед в данной номинации                    |
| Статистика              | Количество побед и поражений в регулярном сезоне       |
| Тренер (жирным шрифтом) | Тренеры, выигравшие чемпионский титул в этом же сезоне |

## Победители

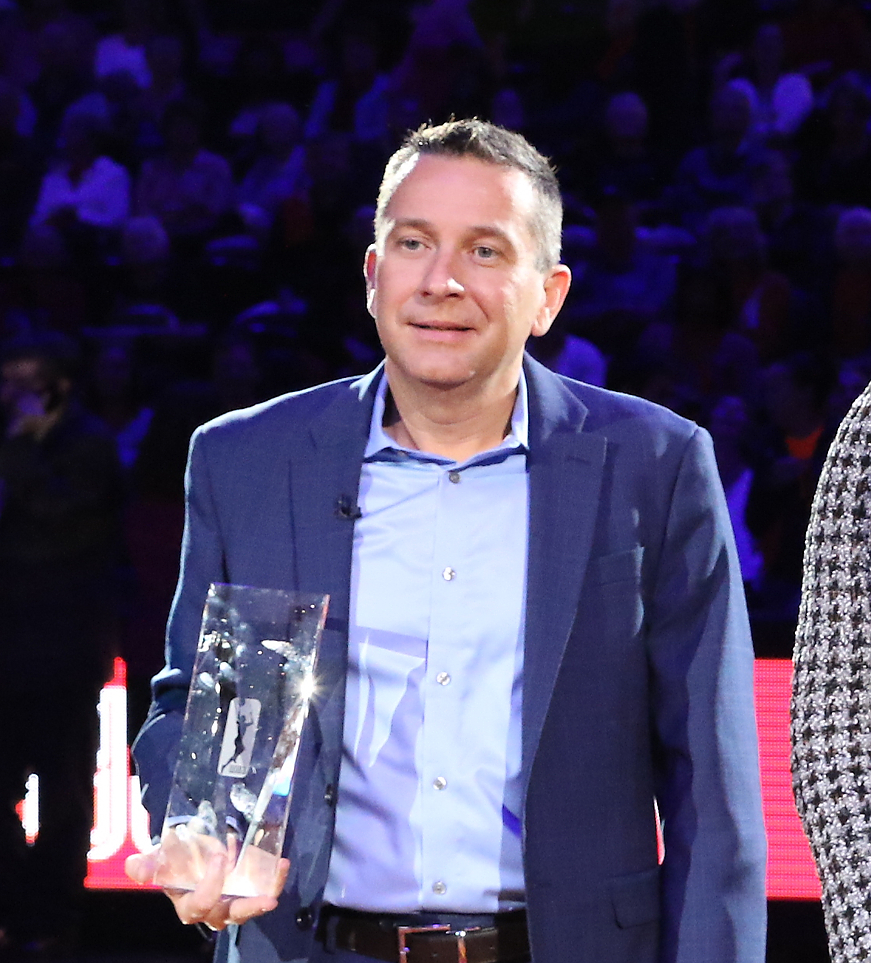
Курт Миллер стал первым победителем в этой номинации

| Сезон | Менеджер        | Команда             | Статистика | Ссылки |
| ----- | --------------- | ------------------- | ---------- | ------ |
| 2017  | Курт Миллер     | Коннектикут Сан     | 21—13      | [ 1 ]  |
| 2018  | Крис Сиенко     | Атланта Дрим        | 23—11      | [ 2 ]  |
| 2019  | Шерил Рив       | Миннесота Линкс     | 18—16      | [ 3 ]  |
| 2020  | Дэн Падовер     | Лас-Вегас Эйсес     | 18—4       | [ 4 ]  |
| 2021  | Дэн Падовер (2) | Лас-Вегас Эйсес (2) | 24—8       | [ 5 ]  |
| 2022  | Джеймс Уэйд     | Чикаго Скай         | 26—10      | [ 6 ]  |
| 2023  | Джонатан Колб   | Нью-Йорк Либерти    | 32—8       | [ 7 ]  |
| 2024  | Шерил Рив (2)   | Миннесота Линкс (2) | 30—10      | [ 8 ]  |